# Vocabolario etimologico della lingua italiana
Il Vocabolario etimologico della lingua italiana di Ottorino Pianigiani è un dizionario etimologico, pubblicato per la prima volta a Roma dalla Società editrice Dante Alighieri nel 1907 in due volumi e seguito nel 1926 da un volume di Aggiunte, correzioni e variazioni, pubblicato a Firenze dalla tipografia Ariani.
Fu poi ripubblicato insieme con le aggiunte in edizione postuma invariata in due volumi a Milano da Sonzogno nel 1937 (e successivamente fino al 1946). Ristampe identiche in un volume senza le aggiunte: Napoli, Letizia, 1988; Genova, I Dioscuri, 1988; La Spezia, Melita, 1988 (1990 e 1991, con le aggiunte); S.l., Polaris, 1991 (e 1993).
Il Pianigiani, che era magistrato, compilò quest'opera lessicografica come frutto di interessi culturali personali nei campi della linguistica e dell'etimologia, che egli andava coltivando da dilettante, all'oscuro, secondo Michele Cortelazzo, delle elaborazioni scientifiche e dei progressi metodologici maturati tra la fine dell'Ottocento e i primi anni del Novecento: un limite scientifico, questo, che fa del suo dizionario un "reperto archeologico". Anche Silverio Novelli lo considera d'interesse ormai solo "come reperto storico ma superato e quindi inaffidabile in molte sue espressioni".

## Valutazioni critiche
Netto e unanime è il giudizio negativo sul valore dell'opera da parte dei linguisti accademici.
Osteggiato dai glottologi di professione fin dal suo apparire (in primis da Carlo Salvioni), nell'opinione di Carlo Tagliavini, espressa nel 1934 e recentemente condivisa da Michele Cortelazzo, si tratta di un dizionario etimologico i cui criteri di redazione si basavano sull'intuizione di un dilettante piuttosto che sulla conoscenza e l'applicazione di un metodo; seppur corretto nelle ricostruzioni etimologiche più semplici, che costituiscono la maggioranza dell'opera, il dizionario è carente da un punto di vista scientifico-metodologico e inficiato da errori in tutte le etimologie appena "più complesse" con risultati di pura fantasia dovuti a scelte basate sull'intuito personale dell'autore.
Secondo quanto afferma Wolfgang Schweickard, il vocabolario di Pianigiani "non segnò progressi particolarmente significativi sul piano scientifico" e "solo a partire dalla metà del Novecento si pubblicarono dizionari etimologici che corrispondono alle esigenze dell'etimologia moderna", ossia il Dizionario Etimologico Italiano di Carlo Battisti e Giovanni Alessio, in 5 volumi (Firenze, G. Barbera, 1950-57).
Sull'opera si registra anche la stroncatura dell'accademico dei Lincei Giuliano Bonfante, il quale, riguardo a quello che definiva come l’“esecrando Vocabolario etimologico del Pianigiani”, ebbe ad affermare che "è inutile osservare che contiene sciocchezze, perché non contiene altro".
Sempre Michele Cortelazzo lamenta inoltre la diffusione di etimologie errate causata dall'eccessiva esposizione del testo in rete, dovuta alla facile disponibilità su Internet: il vocabolario del Pianigiani, infatti, entrato nel pubblico dominio a oltre 75 anni dalla morte del suo autore, è divenuto liberamente riproducibile ed è stato digitalizzato e divulgato on line da utenti della rete.

## Edizioni
- Vocabolario etimologico della lingua italiana, Roma, Società editrice Dante Alighieri di Albrighi, Segati e C., 1907 (2 voll.; I: pp. XVIII,783; II: pp. V, [785]-1559)
- Aggiunte, correzioni e variazioni al Vocabolario etimologico della lingua italiana, Firenze, tipografia E. Ariani, 1926 (pp. VIII,111)
- Vocabolario etimologico della lingua italiana, Milano, Sonzogno, 1937 (2 voll.; I: pp. VI,783; II: pp. X, [785]-1651)